# Chiesa di San Giacomo (Ancona)
La chiesa di San Giacomo di Ancona, già nota come chiesa di Santa Maria in Valverde, venne gravemente danneggiata in un bombardamento nel 1944 per poi cadere definitivamente in rovina degli anni del dopoguerra. Della costruzione primitiva conserva il campanile a vela con sottostante iscrizione lapidea (le due campane originarie del XIV secolo sono ricoverate nel Museo diocesano della città), mentre i resti dell'interno settecentesco furono decorticati e consolidati nell'ambito delle ristrutturazioni che interessarono il Rione Capodimonte dopo il sisma del 1972.